# Глявецкас, Дайнюс
Дайнюс Глявецкас (лит. Dainius Gleveckas, род. 5 марта 1977, Паневежис) — литовский футболист, защитник. Тренер.

## Карьера
Начинал играть в команде «Экранас».
Затем выступал в украинских клубах — донецком «Шахтёре» и мариупольском «Ильичёвце». С «Шахтёром» выиграл чемпионат и три Кубка Украины.
В 2007 году вернулся в Литву, до конца 2012 года выступал за «Экранас».
Провёл 34 игры за национальную сборную Литвы.